# Čúgoku
Čúgoku (japonsky 中国地方; Čúgoku-čihó) je označení pro nejzápadnější oblast největšího japonského ostrova Honšú.

## Historie názvu
Čúgoku (中国) doslova znamená „střední země“, což je pozůstatek po dávném dělení Japonska na „blízké země“ (近国; Kingoku, dnes Kinki), „střední země“ a „daleké země“ (遠国; Ongoku) podle vzdálenosti od hlavního města Kjóto (příp. Nara). Přísně vzato dnešní Čúgoku obsahuje pouze střední země na západ od Kjóta podél cest San'indó (山陰道) a San'jódó (山陽道).
Na požadavek Číny po konci druhé světové války japonština přejala z čínštiny označení pro Čínu, které se píše stejnými znaky a japonsky se rovněž čte Čúgoku. Aby se předešlo záměnám této oblasti za Čínu, začalo se pro ni používat označení „region San'in-San'jó“. San'in („zastíněná strana hory“) je severní část Čúgoku obrácená k Japonskému moři. San'jó („slunná strana hory“) je jižní část Čúgoku ležící u Vnitřního moře. Názvy odrážejí znatelný rozdíl v podnebí obou částí.

## Charakteristika
Čúgoku se dělí na následující prefektury: Hirošima, Jamaguči, Šimane a Tottori. Běžně se k nim přidává i prefektura Okajama, i když za „střední zemi“ bývala považována jen provincie Biččú a provincie Mimasaka a provincie Bizen, zbylé části dnešní prefektury Okajama, patřily k „blízkým zemím“.
Čúgoku je charakteristické hornatým terénem a menším množstvím planin. Horský hřeben táhnoucí se středem od východu k západu dělí oblast na dvě odlišné části.
Město Hirošima, „ekonomické hlavní město“ regionu, bylo znovupostaveno na troskách, které zbyly po výbuchu atomové bomby 6. srpna 1945 a je nyní průmyslovým centrem s více než milionem obyvatel.
Příliš intenzivní rybaření a průmyslové znečištění snižují množství ryb ulovených ve vodách Vnitřního moře. V oblasti je koncentrován těžký průmysl. Oblast San'in je ale stále ještě méně industralizována a zemědělství zde hraje důležitou roli.
S Čúgoku sousedí regiony Kansai, Kjúšú a Šikoku.

## Pamětihodnosti
- prefektura Hirošima: Hirošima, Icukušima
- prefektura Jamaguči: Iwakuni, Hófu, Šimonoseki, Hagi
- prefektura Šimane: Cuwano, Izumo, Macue